# Мас, Леонардо
Леонардо Мас (исп. Leonardo Mas, родился 26 февраля 1972 года в Дорадо, Пуэрто-Рико) — пуэрториканец боксёр-профессионал, выступавший в полусреднем (Welterweight) весе.

## Карьера
18 января 1997 года боксировал с Костей Цзю. В первом же раунде Цзю трижды отправлял противника на канвас. В 3-й раз это произошло, когда рефери Джо Кортез пытался разбить клинч. Мас упал, и не стал подниматься. Бой был прекращён. Итогом боя стала ничья. Менеджер Цзю заявил протест, и результат был аннулирован.